# 比較音楽学
比較音楽学（ひかくおんがくがく）とは、当時の音楽学が研究対象としていた西欧古典芸術音楽（西欧世俗音楽や非西欧の音楽を含まない音楽）と、当時の音楽学が研究対象とはしていなかった西欧諸国の植民地などの非西欧に住む他民族の音楽との比較研究を通じて、音楽の普遍的特性を見出すことを目的としていた学問である。比較音楽学という用語が初めて使用されたのは1885年。しかし学問分野となったのは、20世紀初期で、ドイツで提唱された。エーリヒ・フォン・ホルンボステルの研究が比較音楽学のきっかけとなった。代表的な学者は、カール・シュトゥンプ、アレクサンダー・ジョン・エリスら。彼らは各民族の音律や音階の違いを物理的に測定し、それぞれを比較してゆくという研究をした。これにより、平均律と比較して、どのように他民族の音律がずれているかなどのデータが収集された。また楽器の比較も行い、それが比較楽器学となった。それまで西欧では管・弦・打の3分類で楽器を分類していたが、自鳴（Autophone）・膜鳴（Membranophone）・気鳴（Aerophone）・弦鳴（Chordophone）の4分類で分類するようになった。この4分類を提唱したのは、Victor Charles Mahillonである。
なお比較音楽学は、後に転じて、音楽学が研究を行わない、非西欧の民族の音楽を研究する学問とされた。ただしあくまで西欧古典芸術音楽こそが発展した音楽であるとの認識の下、発展した西欧古典芸術音楽と未熟で原始的な非西欧音楽との比較によって、音楽の始原を追求し、音楽がいかに原始的な形態から西欧古典芸術音楽のような進化した形態になるのかということの解明を1つの目的としていた。

その後、1950年代に比較音楽学は、民族音楽学と呼ばれるようになった。これは、民族音楽学という用語を作ったヤープ・クンストが、
「他のすべての学問以上に比較するわけではない」
から、比較音楽学という呼称よりも民族音楽学という呼称の方が良いと考えたことに端を発している。その結果、特に比較という方法を中心にすえた場合以外は、比較音楽学という呼称は使用しなくなってきた。
なお、比較音楽学が非西欧の音楽に目を向けてそれが民族音楽学になったこと、さらに、音楽学が結局西欧の音楽のみを研究の中心に据え続けたこと、これらが西欧の音楽も民族音楽の一種であるにもかかわらず、民族音楽学が非西欧の音楽を研究してゆくという傾向につながった要因の1つと指摘されている。民族音楽学で、比較音楽学の当初の目的である、比較研究を通じて音楽の普遍的特性を見出すということが本格的に行われだしたのは、1970年代以降である。